# Pietro Sigismondi
Pietro Sigismondi (ur. 23 lutego 1908 w Villa d’Almè, zm. 25 maja 1967) – włoski duchowny rzymskokatolicki, dyplomata papieski, sekretarz Świętej Kongregacji Rozkrzewiania Wiary.

## Życiorys
15 sierpnia 1930 otrzymał święcenia prezbiteriatu i został kapłanem diecezji Bergamo.
16 grudnia 1949 papież Pius XII mianował go delegatem apostolskim w Kongu Belgijskim i Ruandzie-Urundi oraz arcybiskupem tytularnym neapolitańskim. 8 stycznia 1950 przyjął sakrę biskupią z rąk prefekta Świętej Kongregacji Rozkrzewiania Wiary kard. Pietro Fumasoniego Biondiego. Współkonsekratorami byli sekretarz Świętej Kongregacji Rozkrzewiania Wiary abp Celso Costantini oraz urzędnik Sekretariatu Stanu abp Angelo Rotta.
27 września 1954 ten sam papież mianował go sekretarzem Świętej Kongregacji Rozkrzewiania Wiary. Na tym stanowisku pozostał do śmierci. Jako ojciec soborowy wziął udział w soborze watykańskim II (z wyjątkiem I sesji).
Udzielił święceń prezbiteriatu dwóm przyszłym kardynałom Stephenowi Fumio Hamao i Emmanuelowi Wamali. 20 października 1963 był współkonsekratorem udzielonej 14 duchownym przez papieża Pawła VI sakry biskupiej.